# فستان مارلين مونرو الزهري
فستان مارلين مونرو الزهري هو فستان زهري ارتدته مارلين مونرو في فيلم الرجال يفضلون الشقراوات للمخرج هاورد هوكس.